# Výstřednost kuželosečky
Výstřednost neboli excentricita kuželosečky je nezáporné reálné číslo, které charakterizuje tvar dané kuželosečky. Používá se například v astronomii pro charakterizaci drah těles ve vesmíru jakožto excentricita dráhy. Existuje několik různých druhů excentricit. Nejčastěji se používá číselná výstřednost (excentricita), také zvaná první excentricita nebo numerická excentricita. Lze si ji představit jako míru toho, jak moc se kuželosečka liší od kružnice. Konkrétně:
- Číselná excentricita kružnice je nulová.
- Číselná excentricita elipsy, která není kružnicí, je větší než nula, ale menší než 1.
- Číselná excentricita paraboly je 1.
- Číselná excentricita hyperboly je větší než 1.

Dvě kuželosečky jsou podobné právě tehdy, pokud mají stejnou číselnou výstřednost.
Definice číselné výstřednosti vychází z toho, že libovolnou kuželosečku vyjma kružnice lze definovat jako množinu (geometrické místo) bodů roviny, jejichž vzdálenosti k dané přímce (řídící přímce) a mimo tuto přímku ležícími bodu (ohnisku) jsou v konstantním poměru. A tento poměr se nazývá číselná výstřednost a běžně označuje jako e nebo ε.
Dále se používá lineární výstřednost či excentricita elipsy nebo hyperboly, označovaná jako c (někdy také f nebo e ). Ta se definuje jako vzdálenost mezi jejím středem a ohniskem. Tuto excentricitu lze definovat jako poměr lineární excentricity k hlavní poloose a : tj. {\displaystyle e={\frac {c}{a}}} (lineární excentricita pro paraboly není definována, jelikož nemají střed).
| Kuželosečka | Rovnice | Číselná výstřednost ( e )                          | Lineární výstřednost ( c )            |
| ----------- | --- | -------------------------------------------------- | ------------------------------------- |
| Kružnice    | {\displaystyle x^{2}+y^{2}=r^{2}} | {\displaystyle 0}                                  | {\displaystyle 0}                     |
| Elipsa      | {\displaystyle {\frac {x^{2}}{a^{2}}}+{\frac {y^{2}}{b^{2}}}=1} nebo {\displaystyle {\frac {y^{2}}{a^{2}}}+{\frac {x^{2}}{b^{2}}}=1} kde {\displaystyle a>b} | {\displaystyle {\sqrt {1-{\frac {b^{2}}{a^{2}}}}}} | {\displaystyle {\sqrt {a^{2}-b^{2}}}} |
| Parabola    | {\displaystyle x^{2}=4ay} | {\displaystyle 1}                                  | -                                     |
| Hyperbola   | {\displaystyle {\frac {x^{2}}{a^{2}}}-{\frac {y^{2}}{b^{2}}}=1} nebo {\displaystyle {\frac {y^{2}}{a^{2}}}-{\frac {x^{2}}{b^{2}}}=1}                         | {\displaystyle {\sqrt {1+{\frac {b^{2}}{a^{2}}}}}} | {\displaystyle {\sqrt {a^{2}+b^{2}}}} |

U elipsy s délkou hlavní poloosy a a vedlejší poloosy b
Jestliže je kuželosečka zadána obecnou kvadratickou rovnicí
{\displaystyle Ax^{2}+Bxy+Cy^{2}+Dx+Ey+F=0,}
následující vzorec udává výstřednost e pokud kuželosečka není parabola (která má výstřednost rovnou 1), není degenerovaná hyperbola nebo degenerovaná elipsa a není imaginární elipsa:
{\displaystyle e={\sqrt {\frac {2{\sqrt {(A-C)^{2}+B^{2}}}}{\eta (A+C)+{\sqrt {(A-C)^{2}+B^{2}}}}}}}
kde {\displaystyle \eta =1}, pokud je determinant matice 3 × 3
{\displaystyle {\begin{bmatrix}A&B/2&D/2\\B/2&C&E/2\\D/2&E/2&F\end{bmatrix}}}
negativní a {\displaystyle \eta =-1}, pokud je tento determinant pozitivní.
Excentricita elipsy je ostře menší než 1. Pokud se kružnice (které mají výstřednost 0) počítají mezi elipsy, je výstřednost elipsy větší nebo rovna 0; pokud kružnice vyloučíme, pak je výstřednost elipsy ostře větší než 0.
Pro elipsy s hlavní poloosou a a vedlejší poloosou b dále definujeme další typy výstředností:
| Název                     | Symbol                          | Závislost na a a b                                                 | Závislost na e                               |
| ------------------------- | ------------------------------- | ------------------------------------------------------------------ | -------------------------------------------- |
| První výstřednost elipsy  | {\displaystyle e}               | {\displaystyle {\sqrt {1-{\frac {b^{2}}{a^{2}}}}}}                 | {\displaystyle e}                            |
| Druhá výstřednost elipsy  | {\displaystyle e'}              | {\displaystyle {\sqrt {{\frac {a^{2}}{b^{2}}}-1}}}                 | {\displaystyle {\frac {e}{\sqrt {1-e^{2}}}}} |
| Třetí výstřednost elipsy  | {\displaystyle e''={\sqrt {m}}} | {\displaystyle {\frac {\sqrt {a^{2}-b^{2}}}{\sqrt {a^{2}+b^{2}}}}} | {\displaystyle {\frac {e}{\sqrt {2-e^{2}}}}} |
| Úhlová výstřednost elipsy | {\displaystyle \alpha }         | {\displaystyle \cos ^{-1}\left({\frac {b}{a}}\right)}              | {\displaystyle \sin ^{-1}e}                  |